# Hyaliodini
Los hyaliodinos, o Hyaliodini, son una tribu de insectos hemípteros heterópteros de la familia Miridae.

## Géneros
- Annona - Antias - Auchus - Bicuspidatiella - Brasiliocarnus - Carijoanus - Colimacoris - Fennahiella - Florus - Fuscus - Hyaliodes - Hyaliodocoris - Knightonia - Linnavuorista - Lyde - Montagneria - Obudua - Paracarnus - Piestotomus - Stethoconus - Trygo